# Dianthera laevilinguis
Dianthera laevilinguis es una especie de planta con flores perteneciente a la familia Acanthaceae.

## Distribución y hábitat
El área de distribución nativa de esta especie se extiende desde Trinidad y Tobago y el este de México hasta América del Sur tropical (especialmente en Argentina, Bolivia, Brasil, Colombia, Ecuador, Guayana Francesa, Guyana, Paraguay, Perú, Surinam, Uruguay y Venezuela). Crece principalmente en el bioma tropical húmedo.

## Taxonomía
La especie fue descrita inicialmente como Rhytiglossa laevilinguis por Christian Gottfried Daniel Nees von Esenbeck y publicada en Flora Brasiliensis 9(7): 120, en 1847, hoy en día es tanto un sinónimo como el basónimo de esta. Posteriormente, sería elevada a especie y transferida al género Justicia por Gustav Lindau en Botanische Jahrbücher für Systematik, Pflanzengeschichte und Pflanzengeographie 19(Beibl. 48): 20, en 1894, nombre científico que también es un sinónimo de esta actualmente; y ulteriormente, sería transferida al género Dianthera por el mismo autor en la misma publicación, en el mismo año.

#### Etimología
Véase: Dianthera
laevilinguis: epíteto latino que significa "".